# Schmiedeberg (Dippoldiswalde)
Schmiedeberg – dzielnica miasta Dippoldiswalde w Niemczech, w kraju związkowym Saksonia, w powiecie Sächsische Schweiz-Osterzgebirge. Do 31 grudnia 2013 samodzielna gmina. Do 29 lutego 2012 należała do okręgu administracyjnego Drezno.

## Współpraca
Miejscowości partnerskie:
- Deißlingen, Badenia-Wirtembergia
- Fluorn-Winzeln, Badenia-Wirtembergia (kontakty utrzymuje dzielnica Obercarsdorf)
- Grafenrheinfeld, Bawaria
- Kirchheimbolanden, Nadrenia-Palatynat
- Mšené-lázně, Czechy